# 安德尔河
安德尔河（法語：Indre，法語：[ɛ̃dʁ] ⓘ）位于法国中部，发源于谢尔省普雷沃朗日，流经安德尔省和安德尔-卢瓦尔省，最终在阿瓦讷注入卢瓦尔河。